# When We Were Young (Festival)
Das When We Were Young (englisch für Als wir jung waren) ist ein Rock-Festival, das seit 2022 ausgetragen wird. Das Festival findet in Winchester in der Nähe von Las Vegas im US-Bundesstaat Nevada statt. Veranstalter ist Live Nation Entertainment.

## Geschichte
Das Festival wird auf den Las Vegas Festival Grounds am nördlichen Ende des Las Vegas Strip ausgetragen. Das Festivalgelände ist etwa elf Hektar groß und bietet Platz für bis zu 85.000 Zuschauer. Südlich des Festivalgeländes befindet sich das Circus Circus Hotel. Die auftretenden Bands stammen aus den Genres Emo, Pop-Punk, Alternative Rock und Metal.
Am 18. Januar 2022 wurde das Festival zunächst als eintägige Veranstaltung angekündigt. Aufgrund der großen Ticketnachfrage und wegen Sicherheitsbedenken wurde das Festival zunächst auf zwei Tage und schließlich auf drei Tage verlängert. Bis auf wenige Ausnahmen spielen alle Bands an allen drei Festivaltagen. Die Bands treten auf fünf verschiedenen Bühnen auf. Headliner sind My Chemical Romance und Paramore. Die nicht zu dem Festival eingeladene Band I Set My Friends on Fire wollte den Veranstalter dazu bewegen, die Band ebenfalls einzuladen und sicherte sich eine Domain, die der Adresse der offiziellen Website ähnelt und auf die Facebook-Seite von I Set My Friends on Fire weiterleitet. Die Band wollte die Domain nicht zurückgeben, wenn der Veranstalter die Band nicht einladen würde. Allerdings wurde die Band nicht eingeladen. Der erste Festivaltag musste nach Rücksprache mit dem National Weather Service wegen einer Sturmwarnung abgesagt werden.
Noch bevor das erste Festival begann, wurde für den 21. Oktober 2023 die zweite Ausgabe mit 50 Bands angekündigt. Headliner waren Blink-182 und Green Day. Im Februar 2023 wurde das Festival auf zwei Tage erweitert. Über 80.000 Zuschauer sahen die zweite Auflage des Festivals. Für die dritte Ausgabe des Festivals im Jahre 2024 wurde ein neues Konzept vorgestellt. Die beteiligten Bands spielen ihre jeweils bekanntesten oder erfolgreichsten Alben komplett. Headliner waren My Chemical Romance, die ihr komplettes Album The Black Parade spielten und Fall Out Boy. Für die Ausgabe im Jahre 2025 wurden Panic! at the Disco und Blink-182 als Headliner angekündigt. Erstere Band wird ihr Album A Fever You Can’t Sweat Out komplett spielen, während sich Blink-182 auf ihre Alben Enema of the State, Take Off Your Pants and Jacket sowie Blink-182 konzentrieren.

## Künstler
Die auftretenden Künstler werden nur beim ersten Auftritt auf dem Festival verlinkt. Die Jahreszahlen in Klammern weisen auf frühere Auftritte hin.

### 2022
Die Erstausgabe des Festivals fand am 22., 23. und 29. Oktober 2022 statt. Headliner waren My Chemical Romance und Paramore. Wegen einer Sturmwarnung mussten alle Auftritte am 22. Oktober 2022 abgesagt werden. Insgesamt kamen 80.000 Besucher. Die mit einer 1 gekennzeichneten Künstler traten nur am ersten und die 2 gekennzeichneten traten nur am zweiten Wochenende auf.
3OH!3, Acceptance, AFI, Alex G 2, Alkaline Trio, The All-American Rejects, Anberlin, Armor for Sleep, Atreyu, Nessa Barrett, Bayside, Black Veil Brides, Boys Like Girls, Bright Eyes, Bring Me the Horizon, Dance Gavin Dance, Dashboard Confessional, A Day to Remember, Death Cab for Cutie 2, Four Year Strong, The Garden, Glassjaw, Hawthorne Heights, HorrorPops, Lil Huddy, I Prevail, Ice Nine Kills, Jimmy Eat World, Jxdn, Kittie, Knocked Loose, La Dispute 1, Avril Lavigne 1, The Linda Lindas, The Maine, Manchester Orchestra, Mayday Parade, Meet Me at the Altar, Millionaires, Mom Jeans, Motionless in White, My Chemical Romance, Neck Deep, Paramore, Palaye Royale, Prentiss, Pierce the Veil, Poppy, Pvris, The Ready Set, The Red Jumpsuit Apparatus, Royal & the Serpent, Saosin, Senses Fail, Silverstein, Sleeping with Sirens, The Starting Line, State Champs, Story of the Year, The Story So Far, Taking Back Sunday, Thursday, TV Girl, Underoath  2, The Used, We the Kings, Wolf Alice 1, The Wonder Years

### 2023
Das Festival fand am 21. und 22. Oktober 2023 statt. Headliner waren Blink-182 und Green Day. Es kamen über 80.000 Zuschauer.
5 Seconds of Summer, 30 Seconds to Mars, The Academy Is..., AJJ, All Time Low, The Ataris, Beach Bunny, Blink-182, Bowling for Soup, Michelle Branch, Citizen, Ekkstacy, Fenix*TX, Finch, The Front Bottoms, Games We Play, Goldfinger, Good Charlotte, Green Day, Gym Class Heroes, Hot Mulligan, Jean Dawson, Joyce Manor, KennyHoopla, Knuckle Puck, Less Than Jake, Lit, Magnolia Park, Motion City Soundtrack, Movements, The Movie Life, MxPx, New Found Glory, No Pressure, The Offspring, Pierce the Veil (2022), Plain White T’s, Relient K, Rise Against, Saves the Day, Say Anything, Set It Off, Simple Plan, Something Corporate, Sum 41, Thrice, Tigers Jaw, Turnover, The Veronicas, Waterparks, The Wrecks, Yellowcard, Zebrahead

### 2024
Das Festival fand am 19. und 20. Oktober 2024 statt. Headliner waren My Chemical Romance und Fall Out Boy. The All-American Rejects mussten ihre Teilnahme absagen.
3OH!3 (2022), Alesana, Anberlin (2022), Armor for Sleep (2022), Atreyu (2022), August Burns Red, Basement, Bayside (2022), Carr, Cartel, Chiodos, Cobra Starship, Coheed and Cambria, Daisey Grenade, Dance Gavin Dance (2022), Dashboard Confessional (2022), A Day to Remember (2022), The Devil Wears Prada, The Distillers, Emery, Escape the Fate, The Forecast, Four Year Strong (2022), Hawthorne Heights (2022), Hey Monday, Jimmy Eat World (2022), L.S. Dunes, The Maine (2022), Mayday Parade (2022), Millionaires (2022), Mom Jeans (2022), Motion City Soundtrack (2023), Movements (2023), My Chemical Romance (2022), Nada Surf, Neck Deep (2022), New Found Glory (2023), Pierce the Veil (2022, 2023), Cassadee Pope, Pretty Girls Make Graves, The Red Jumpsuit Apparatus (2022), Saosin (2022), Saves the Day (2023), Say Anything (2023), Senses Fail (2022), Silverstein (2022), Simple Plan (2023), Sleeping with Sirens (2022), The Starting Line (2022), State Champs (2022), Story of the Year (2022), Thursday (2022), Tonight Alive, Underoath (2022), The Used (2022), We Are the In Crowd, We the Kings (2022), The Wonder Years (2022)

### 2025
Das Festival ist für den 18. Oktober 2025 geplant. Headliner sollen Panic! at the Disco und Blink-182 sein.
Taylor Acorn, Alexisonfire, All Time Low (2023), The Amity Affliction, Arm's Length, Asking Alexandria, Bad Religion, Beartooth, Blink-182 (2023), Boys Like Girls (2022), Breathe Carolina, The Cab, Crown the Empire, Destroy Boys, Don Broco, The Gaslight Anthem, Her Leather Jacket, Holding Absence, I Prevail (2022), Ice Nine Kills (2022), Jack’s Mannequin, Knocked Loose (2022), Kublai Khan TX, Avril Lavigne (2022), Letlive, Loathe, Mayday Parade (2022, 2024), Motionless in White (2022), The Movielive, Never Shout Never, The Offspring (2023), Panic! at the Disco, Plain White T's (2023), The Plot in You, Pvris (2022), The Red Jumpsuit Apparatus (2022, 2024), The Rocket Summer, Set Your Goals, Simple Plan (2023, 2024), Sleeping with Sirens (2022, 2024), The Starting Line (2022, 2024), Story of the Year (2022, 2024), Straylight Run, The Summer Set, Sunami, Taking Back Sunday (2022), The Used (2022), We Came as Romans, Weezer, We the Kings (2022, 2024), Yellowcard (2023)